# 신강우
신강우(1992년 4월 26일 ~ )는 대한민국의  배우이다.

## 학력
- 국립전통예술고등학교 음악연극과

## 출연작

### 영화
- 《잡아야 산다》 (2016년) - 신재권 역[2]

### 드라마
- 《미스티》 (2018년, JTBC) - 박성재 역

### 뮤직비디오
- 싸이 - 좋은 날이 올거야 (2016년)
- 지코 - 오만과 편견 (2015년)